# Giuseppe Scarlatti
Giuseppe Scarlatti (1718? Neapol – 1777 Vídeň) byl italský operní skladatel, synovec buď Alessandra nebo Domenica Scarlattiho.
Od roku 1739 žil v Římě, poté ve Florencii a do roku 1744 v Lucce. Se svojí ženou Barbarou, operní zpěvačkou, žil krátce ve Vídni roku 1748, ale zanedlouho se vrátil zpět do Itálie – roku 1752 se v Benátkách hrály jeho dvě opery. Pobýval i krátce ve Španělsku a v Neapoli, ale později žil především v Benátkách a ve Vídni. Zde působil jako hudební skladatel pro baletní představení divadla Kärntnertortheater.
V polovině roku 1760 ho cesty zavedly do Španělska a později pracoval ve Vídni pro rodinu Schwarzenbergů. Byl učitelem hudby členů rodiny princezny Marie Teresie a Marie Arnoštky a později i kněžny Marie Eleonory ze Schwarzenbergu.
Složil více než 30 oper, které byly hrány v mnoha italských městech a ve Vídni. Je oceňován jeho přirozený dar pro melodiku, jeho vynikající zvládnutí žánru komické opery a jeho všeobecně okouzlující hudební styl.